# Trzęsacz (Gryfice)
Pour les articles homonymes, voir Trzęsacz.
Trzęsacz est une localité polonaise de la gmina rurale de Rewal, située dans le powiat de Gryfice en voïvodie de Poméranie-Occidentale. Elle se situe à environ 23 km au nord-ouest de la ville de Gryfice et 80 km au nord de la capitale régionale Szczecin.

## Géographie

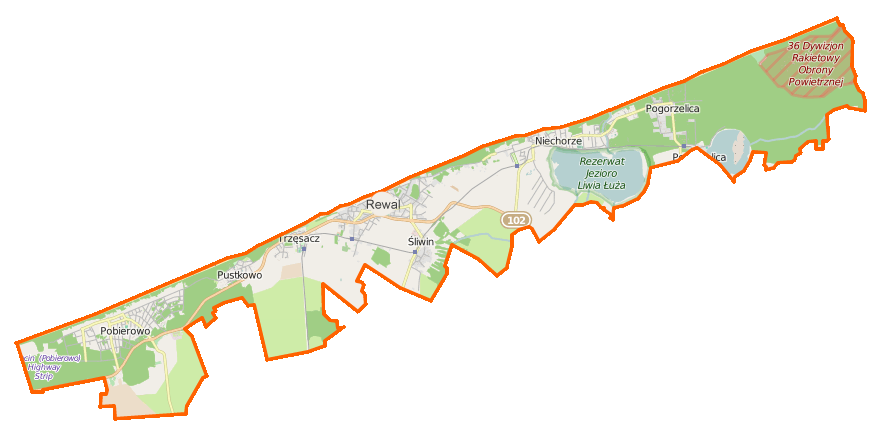
Carte de la gmina de Rewal.

## Histoire
De 1637 à 1945, Hoff fait partie de l'arrondissement de Greifenberg-en-Poméranie au sein de la province de Poméranie.